# Thuburbo Maius

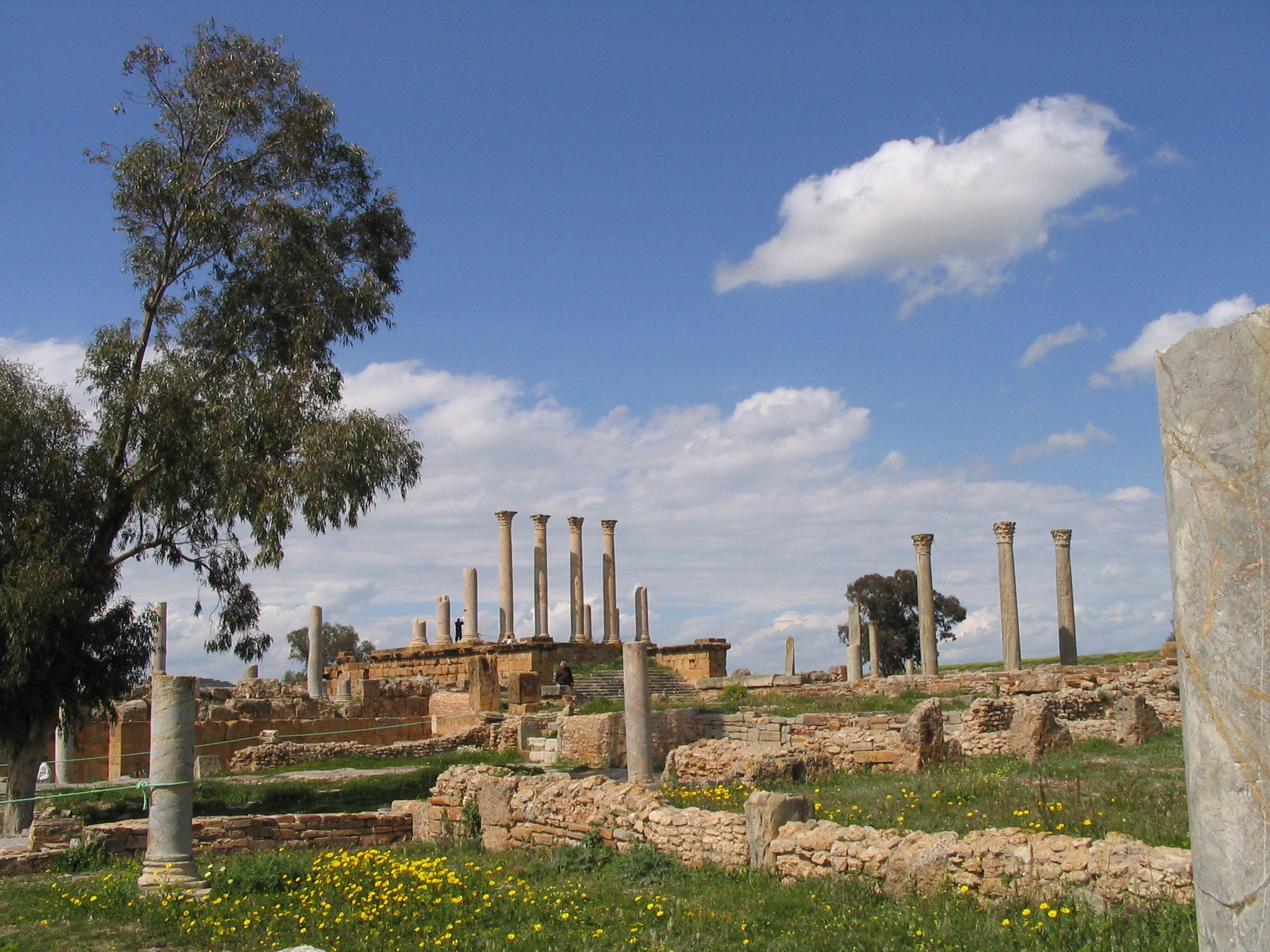
Ruiny dawnego miasta Thuburbo Maius

Thuburbo Maius (łac. Thuburbitanorum Maiorum) – stolica historycznej diecezji we Cesarstwie rzymskim w prowincji Afryka Prokonsularna, sufragania metropolii Kartagina. Współcześnie w Tunezji. Obecnie katolickie biskupstwo tytularne.

## Biskupi tytularni
| Lp. | Biskup                           | Funkcja                                | Od              | Do               |
| --- | -------------------------------- | -------------------------------------- | --------------- | ---------------- |
| 1   | Servílio Conti                   | prałat terytorialny Roraima (Brazylia) | 8 lutego 1968   | 14 września 2014 |
| 2   | Yoohanon Theodosius Kochuthundil | biskup kurialny                        | 5 sierpnia 2017 | 10 kwietnia 2018 |
| 3   | Robert Casey                     | biskup pomocniczy Chicago (USA)        | 3 lipca 2018    | 12 lutego 2025   |